# 3F8
3F8 je glodarsko IgG3 monoklonalno antitelo koje se vezuje za GD2.
3F8 antitelo je korišteno za detekciju i tretman neuroblastoma. Kad se koristi za snimanje neuroblastoma, ono je obeleženo sa jednim od radioizotopa jod-124 ili jod-131.